# Льюис, Кэрол
Кэрол Льюис — американская легкоатлетка, которая специализировалась в прыжках в длину. Серебряная призёрка Панамериканских игр среди юниоров 1980 года. Бронзовая призёрка чемпионата мира 1983 года с результатом 7,04 м. На Олимпиаде 1984 года заняла 9-е место с результатом 6,43 м. На олимпийских играх 1988 года не смогла выйти в финал. 21 августа 1985 года на соревнованиях Weltklasse Zürich установила рекорд США — 7,04, который простоял в течение двух лет и был побит в 1987 году Джекки Джойнер-Керси.
Родная сестра знаменитого легкоатлета Карла Льюиса.